# Регистр сдвига с обобщённой обратной связью
Регистр сдвига с обобщённой обратной связью (англ. Generalized feedback shift register (GFSR)) — вариант генератора псевдослучайных чисел (ГПСЧ) Таусворта, предложенный Теодором Льюисом и Уильямом Пейном в 1973 году.

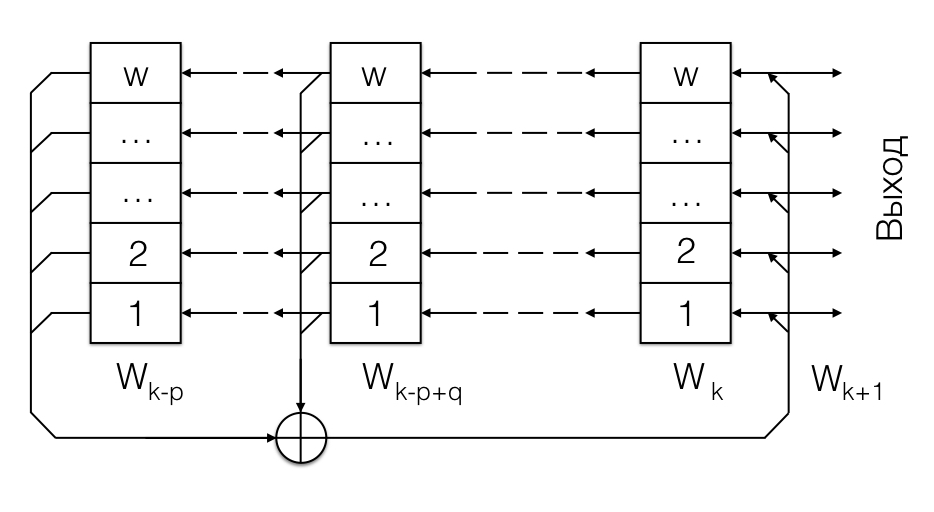
Схема регистра сдвига с обобщённой обратной связью

Идея алгоритма GFSR состоит в том, что основная последовательность регистра сдвига с линейной обратной связью {\displaystyle \{a_{k}\}}, основанная на примитивном трёхчлене {\displaystyle x^{p}+x^{q}+1}, записывается в {\displaystyle w} колонок, {\displaystyle w<p}, с разумно выбранными циклическими сдвигами. {\displaystyle p} и {\displaystyle q} — произвольные натуральные числа, такие что {\displaystyle q<p}, причём {\displaystyle q} примерно равных {\displaystyle (p+1)/2} и {\displaystyle p}, нужно избегать из-за плохих свойств результирующей последовательности.
Таким образом все слова на выходе GFSR можно рассматривать как вектора длины {\displaystyle w}, с коэффициентами из множества {\displaystyle \{0,1\}}, которые подчиняются рекурсии
{\displaystyle W_{k}=W_{k-p+q}\oplus W_{k-p}}
где {\displaystyle \oplus } — XOR, или побитовое сложение по модулю 2, а {\displaystyle k=p,\;p+1,\;...}

## Сравнение с аналогичными алгоритмами

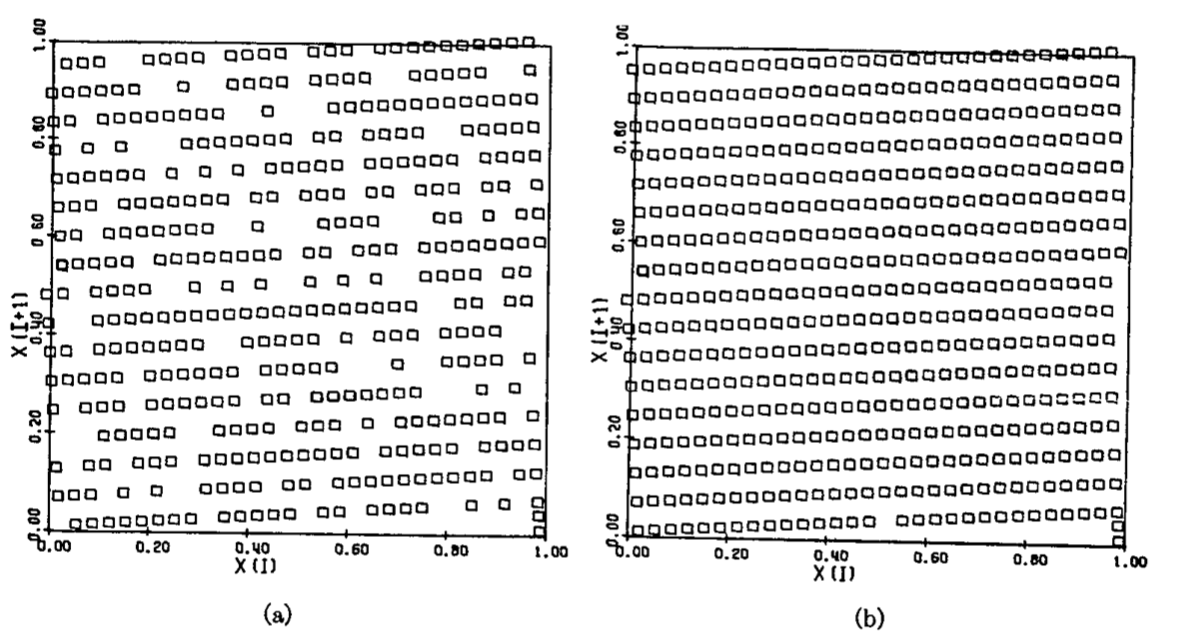
Результат работы линейного конгруэнтного генератора

Линейный конгруэнтный генератор показывает плохую n-пространственную однородность. На рисунке предвиден пример результата работы для {\displaystyle X_{i}=17X_{i-1}-1\mod 512} для 384 точек (a) и 512 (b).

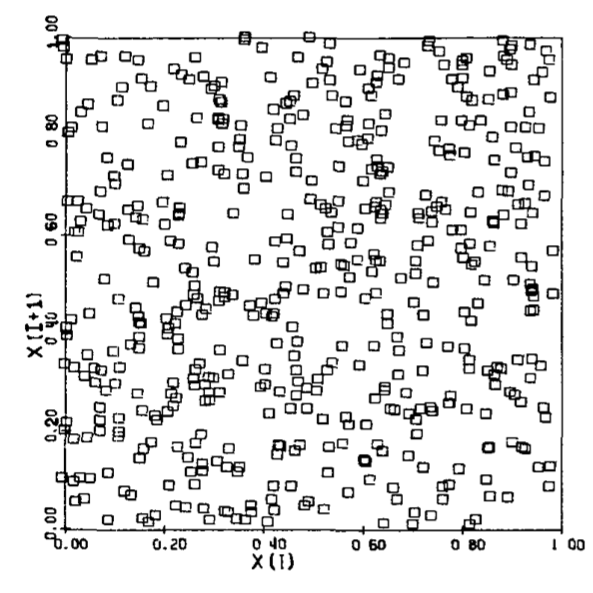
Результат работы GFSR

Как альтернатива, регистр сдвига с линейной обратной связью (FSR) даёт равномерное распределение в n-мерном пространстве, если длина регистра делится на n. Возможно FSR последовательности дают больше возможностей для улучшения n-мерного пространства, но период ограничен машинным словом. Кроме того, прореживание, с целью получить однородность n-мерном пространстве далее сокращает длину цикла.
Из-за этого был создан регистр сдвига с обобщённой обратной связью, способный генерировать сколь угодно большие последовательности, независимо от размера машинного слова, также обладающий хорошим n-мерным распределением и большой скоростью.
На рисунке предвиден пример результата работы GFSR c полиномом {\displaystyle X^{31}+X^{13}+1}, 9-битным машинным словом и циклическим сдвигом на 93

## История исследования GFSR
Льюисом и Пейном были представлены различные типы генераторов называемые регистры сдвига с обобщённой обратной связью. Этот быстрый метод и может генерировать одинаковые последовательности на компьютерах с разной длиной машинного слова, но он имеет недостаток с инициализацией.
Во-первых, невырожденная битовая начальная матрица размером {\displaystyle p\times w}должна быть сформирована. Льюис и Пейн показали, что если относительный сдвиг между соседними колонками постоянен, то матрица не вырожденная. Постоянный сдвиг был произвольно выбран равным {\displaystyle 100p}.
Во-вторых, Льюис и Пейн предложили, с целью подавить эффект неслучайности начальной матрицы, отбрасывать первые {\displaystyle 5000p} чисел перед использованием генератора. Так, если нужна длинная последовательность и {\displaystyle p} большое, то процесс инициализации занимает много времени.
Другой недостаток который может быть более существенным, нет теоретического обоснования того, что последовательность будет обладать свойством k-распределения.
Термин k-распределение означает, что каждый k-кортеж из {\displaystyle w}-бит чисел появляется {\displaystyle 2^{p-wk}} раз на полном периоде, за исключением нулевого кортежа. Они показали что последовательность может быть k-распределённая, для {\displaystyle 1\leq k\leq \lfloor p/w\rfloor }, но это необходимое, а не достаточное условие.
Брайт (Bright) и Энисон (Enison) провели тесты на равнораспределение в пространствах большой размерности небольшой части последовательности с большим периодом. Оказалось что в тестах статистические свойства не повторяют свойства всей последовательности.
Арвилиас (Arvillias) и Маритсас (Maritsas) предложили генератор типа GFSR, в которых {\displaystyle p-q} есть степень 2. Они показали что {\displaystyle p-q} элементов последовательности, почти равномерно распределённых вдоль периода, можно получить за один такт, используя переключатель и регистры сдвига. При этом относительный сдвиг аналитически определён. Это значит, что процесс инициализации становится столь же быстрым как и генерация случайных чисел. Но снова нет гарантий в k-распределении.

## Алгоритм GFSR
Входные значения:
- {\displaystyle p,q} — задают характеристический полином регистра сдвига
- {\displaystyle a_{0},...,a_{p-1}} — начальная битовая последовательность

Алгоритм:
1. Создаем массив битовых векторов {\displaystyle W_{0},\;...,\;W_{p-1}}, по которому будем перемещаться с индексом {\displaystyle k} и вспомогательным индексом {\displaystyle j}.
2. Инициализируем массив, используя начальную битовую последовательность. Устанавливаем {\displaystyle k} равное 0.
3. Вычисляем следующий вектор, но так как массив длины {\displaystyle p}, то индексы вычисляются по модулю {\displaystyle p}, из-за чего
{\displaystyle k-p+q\longrightarrow k+q}
{\displaystyle k-p\longrightarrow k}
Таким образом
{\displaystyle j=k+q\mod p}
{\displaystyle W_{k}=W_{k}\oplus W_{j}}
4. Увеличиваем {\displaystyle k} на единицу и переходим к вычислению следующего вектора, до тех пор пока последовательность не начнет повторяться (длина последовательности {\displaystyle 2^{p}-1})

## Алгоритм инициализации
1. Сначала генерируется последовательность согласно алгоритму регистра сдвига с линейной обратной связью.
2. После чего полученная последовательность циклически сдвигается. Величина сдвига должна быть меньше периода {\displaystyle 2^{p}-1}, тогда гарантируется что стартовые вектора будут линейно независимы (если величина сдвига взаимно просто с {\displaystyle 2^{p}-1}, то сдвиг может превышать полный период).
3. Используя эту процедуру, получаем {\displaystyle j} последовательностей, которые можно записать друг под другом. Первые {\displaystyle p} бит последовательностей образуют матрицу, столбцы которой являются векторами {\displaystyle W_{0},\;...,\;W_{p-1}}[1]

## Пример
Пусть дан полином {\displaystyle x^{5}+x^{3}+1}, и {\displaystyle a_{0}=a_{1}=a_{2}=a_{3}=a_{4}=1}.
Элементы последовательности удовлетворяют равенству {\displaystyle a_{k}=a_{k-p+q}\oplus a_{k-p}} при {\displaystyle k=p,p+1,...}.
Согласно полиному {\displaystyle p=5,q=2}, так мы можем узнать элементы последовательности
{\displaystyle a_{5}=a_{2}\oplus a_{0}=0}
{\displaystyle a_{6}=a_{3}\oplus a_{1}=0}
{\displaystyle a_{7}=a_{4}\oplus a_{2}=0}
{\displaystyle a_{8}=a_{5}\oplus a_{3}=1}
и так далее.
Таким образом получаем последовательность
{\displaystyle a_{0}^{30}=1111100011011101010000100101100}
Для того чтобы создать хорошую случайную последовательность воспользуемся алгоритмом Кендола (Kendall). Хотя есть несколько вариантов этого алгоритма мы возьмем тот, который сдвигает начальную последовательность 1111100011011101010000100|101100 вперед на 6 бит. То есть 1011001111100011011101010|000100 и так ещё 3 раза. Таким образом получим
| Номер | последовательность                                   |
| ----- | ---------------------------------------------------- |
| 0     | 1111100011011101010000100{\displaystyle \mid }101100 |
| 1     | 1011001111100011011101010{\displaystyle \mid }000100 |
| 2     | 0001001011001111100011011{\displaystyle \mid }101010 |
| 3     | 1010100001001011001111100{\displaystyle \mid }011011 |
| 4     | 0110111010100001001011001{\displaystyle \mid }111100 |

{\displaystyle W_{0}} образуется из первых бит последовательностей, {\displaystyle W_{1}} — из вторых, для {\displaystyle W_{2},W_{3},W_{4}} аналогично.
{\displaystyle W_{0}=11010,W_{1}=10001,W_{2}=11011,W_{3}=11100,W_{4}=10011}
Последующие {\displaystyle W_{k}} вычисляем согласно правилу {\displaystyle W_{k}=W_{k-3}\oplus W_{k-5}}.
| {\displaystyle W_{0}:} | 11010 | {\displaystyle W_{10}:} | 01001 | {\displaystyle W_{20}:} | 00111 |
| {\displaystyle W_{1}:} | 10001 | {\displaystyle W_{11}:} | 10000 | {\displaystyle W_{21}:} | 01111 |
| {\displaystyle W_{2}:} | 11011 | {\displaystyle W_{12}:} | 10110 | {\displaystyle W_{22}:} | 10010 |
| {\displaystyle W_{3}:} | 11100 | {\displaystyle W_{13}:} | 10100 | {\displaystyle W_{23}:} | 01100 |
| {\displaystyle W_{4}:} | 10011 | {\displaystyle W_{14}:} | 01110 | {\displaystyle W_{24}:} | 00101 |
| {\displaystyle W_{5}:} | 00001 | {\displaystyle W_{15}:} | 11111 | {\displaystyle W_{25}:} | 10101 |
| {\displaystyle W_{6}:} | 01101 | {\displaystyle W_{16}:} | 00100 | {\displaystyle W_{26}:} | 00011 |
| {\displaystyle W_{7}:} | 01000 | {\displaystyle W_{17}:} | 11000 | {\displaystyle W_{27}:} | 10111 |
| {\displaystyle W_{8}:} | 11101 | {\displaystyle W_{18}:} | 01011 | {\displaystyle W_{28}:} | 11001 |
| {\displaystyle W_{9}:} | 11110 | {\displaystyle W_{19}:} | 01010 | {\displaystyle W_{29}:} | 00110 |

## Преимущества и недостатки

### Преимущества
По словам разработчиков регистр сдвига с обобщённой обратной связью обладает произвольно большим периодом, независимо от длины машинного слова компьютера, который выполняет алгоритм, он быстрее чем другие генераторы псевдослучайных последовательностей, а также алгоритм легок в реализации.

### Недостатки
Согласно исследованиям количество 0 и 1 в выходной последовательности заметно разнится, а что противоречит постулатам Голомба. Также, если взять целое N, и разделить последовательность на кортежи по N слов, то для случайной последовательности распределение единиц в этих кортежах должно подчиняться биномиальному распределению Bin(N, 1/2). Но оказалось, что при {\displaystyle N\leqslant n} это условие не выполняется. Это из-за того, что каждое слово зависит только от двух предыдущих, и по этому преобладание единиц или нулей не «сглаживается» сумматором по модулю 2.

## Вихрь Мерсенна — пример улучшения GFSR
Широко известна модификация регистра сдвига с обобщённой обратной связью под названием «Вихрь Мерсенна», предложенный Макото Мацумото и Такудзи Нисимурой в 1997 году. Период этого генератора огромен, и равен числу Мерсенна {\displaystyle 2^{19937}-1}. Вихрь Мерсенна относят к классу витковых генераторов на регистрах сдвига с обобщёнными обратными связями. Его упрощённая схема приведена на рисунке

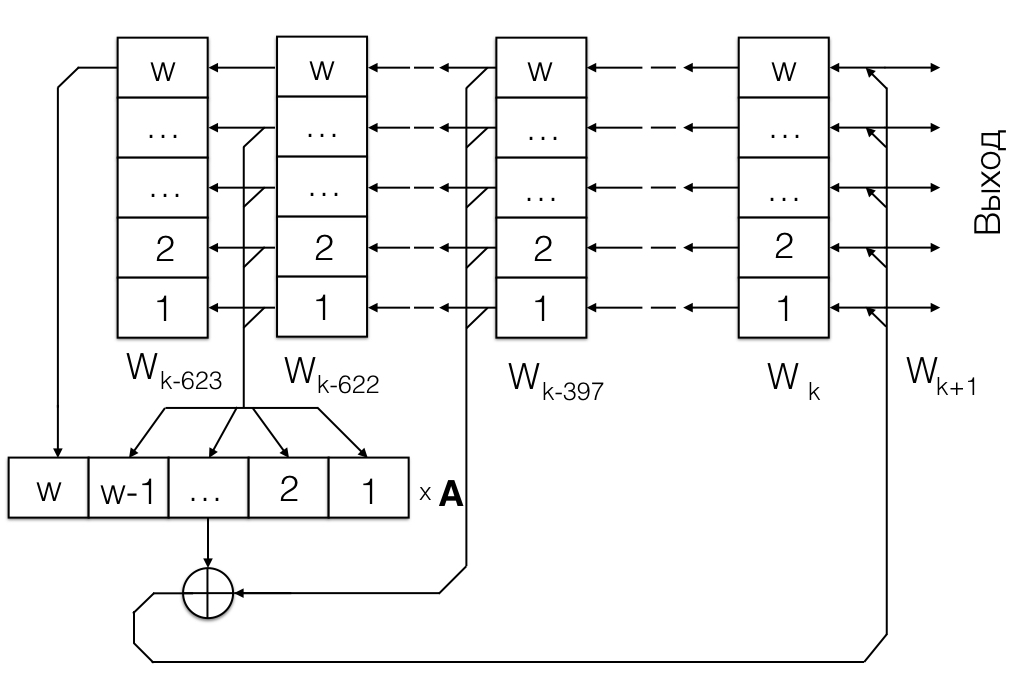
Упрощённая схема вихря Мерсенна

Рассмотрим наиболее распространённый вариант этого алгоритма — MT19937. Он использует 624 ячейки памяти, в каждой из которых содержится целое 32 битное число. При этом рекуррентное правило формирования последовательности выходных слов записывается таким образом:
{\displaystyle W_{k}=W_{k-397}\oplus ((W_{k-623}} & 0x80000000) | {\displaystyle (W_{k-622}} & 0x7fffffff))×{\displaystyle A}, (i = 0, 1 , 2, ...)
То есть, на каждом k-том шаге берётся старший бит слова {\displaystyle W_{k-623}}, и 31 бит из слова {\displaystyle W_{k-622}}, а затем полученные части конкатенируют с последующим умножением полученного результата на матрицу
{\displaystyle A={\begin{pmatrix}0&1&0&0&0\\0&0&1&0&0\\...&...&...&...&...\\0&0&0&0&1\\a_{w-1}&a_{w-2}&...&...&a_{0}\end{pmatrix}}}
где {\displaystyle a=(a_{w-1}a_{w-2}...a_{0})} = 0x9908B0DF в шестнадцатеричном исчислении.
После этого, результат складывается по модулю 2 со словом, вычисленного на предыдущем 397-м шаге. Затем делается сдвиг содержимого всех ячеек на шаг влево, и полученный результат записывается в освободившуюся ячейку.